# Torre Maltarchiata

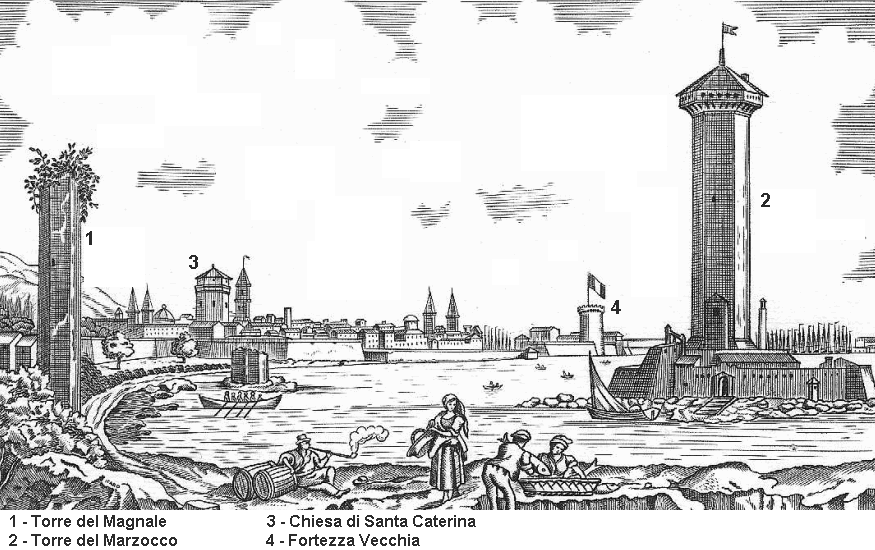
Il Magnale e il Marzocco: al centro si notano i resti della Maltarchiata

La Torre Maltarchiata, detta anche Torraccia o Castelletto, era una delle numerose torri poste, in origine, all'ingresso del Porto Pisano e successivamente inglobate nell'area portuale di Livorno.

## Storia
La torre sorse in epoca medioevale (1290 circa) a servizio di Porto Pisano ed era collegata alla riva da un lungo molo difeso da una palizzata lignea. Assieme ad altre strutture situate nei dintorni, caratterizzava fortemente l'accesso fortificato allo scalo pisano. Infatti, oltre alla Maltarchiata, in principio qui sorgevano altre torri impiegate per scopi difensivi, per l'avvistamento e per inviare segnali mediante fuochi o fumate: il Magnale (demolita dopo la seconda guerra mondiale), la Torre Rossa (sulla quale nel XV secolo fu costruito il Marzocco), la Torretta (che ha dato nome ad un rione di Livorno), la Formice (o Torre delle Formiche, scomparsa) e la Fraschetta (anch'essa scomparsa, era situata al largo del Marzocco).
Tuttavia, la Maltarchiata, così come le altre strutture vicine, fu gravemente danneggiata a causa dello scontro tra la Repubblica di Pisa e quella genovese, che raggiunse il culmine durante la Battaglia della Meloria. In seguito, malgrado i tentativi di ripristinare il sistema portuale, la torre cadde definitivamente in rovina, tanto che già alcuni secoli dopo la Maltarchiata aveva assunto la denominazione di Torraccia, come il vicino Magnale. Di forma ottagonale era stata ricostruita più volte in laterizio dopo le distruzioni seguite alla battaglia della Meloria. Rimasta a lungo sulla spiaggia, allora antistante il Marzocco, crollò in gran parte con il terremoto del 1742.
Solo nel corso del XX secolo i suoi ruderi, che giacevano ai margini di una area paludosa posta a nord del comune di Livorno, furono inglobati all'interno del porto labronico.
Ciò che resta del basamento della torre, peraltro ormai parzialmente interrato e completamente circondato da piazzali, magazzini e industrie, è visibile in corrispondenza dell'attuale via Pisa, all'interno della cinta doganale del porto.